# Río Hondo (Belize)
Der Río Hondo oder Hondo River ist ein 209 km langer Grenzfluss zwischen Belize und Mexiko.
Der Río Hondo entsteht durch mehrere Flüsse wie den Río Azul (später in Belize Blue Creek) und Chanchich (Río Bravo), die im Petén Basin in Guatemala entspringen und der Booth’s River, der im Orange Walk District in Belize entspringt. Bei Blue Creek Village auf der belizischen Seite und La Unión auf der mexikanischen Seite vereinigen sich die Flüsse und bilden den Río Hondo. Nach 150 Kilometern mündet er dann nahe der mexikanischen Stadt Chetumal in die Bucht von Chetumal im Karibischen Meer. In der Nähe des Flusses fand man auch präkolumbische Mayasiedlungen. Er entwässert ein Gebiet von 13.500 km².

## Sonstiges
Der Río Hondo wird auch in der belizischen Nationalhymne erwähnt.
...
Our fathers, the Baymen, valiant and bold
Drove back the invader; this heritage hold
From proud Rio Hondo to old Sarstoon,
Through coral isle, over blue lagoon;
...